# Supercopa de Brasil 1991
La Supercopa de Brasil 1991 fue la segunda edición de la Supercopa de Brasil. Una competición de fútbol brasileña, organizada por la CBF, que reunió a los equipos campeones del Campeonato Brasileño y la Copa de Brasil del año anterior. La competencia se disputó en un solo juego el 27 de enero de 1991. 
El partido fue disputado por Corinthians, campeón del Brasileirão 1990, y el Flamengo, campeón de la Copa de Brasil 1990. El conjunto paulista superó a su rival por el marcador de 1-0.

## Clubes clasificados
|  | Flamengo    |  | Río de Janeiro |  | Campeón de la Copa de Brasil (1990)             |
|  | Corinthians |  | São Paulo      |  | Campeón del Campeonato Brasileño Serie A (1990) |

## Partido
| 27 de enero de 1991 | Corinthians | 1:0 (0:0) | Flamengo | Estadio Morumbi, São Paulo                             |                                                        |
|                     | Neto 70'    |           |          | Asistencia: 2706 espectadores Árbitro(s): José Mocelin | Asistencia: 2706 espectadores Árbitro(s): José Mocelin |

|  |  |

| Corinthians:      |                    |  |    |
|                   |                    |  |    |
| POR               | Ronaldo            |  |    |
| DEF               | Giba               |  |    |
| DEF               | Marcelo Djian      |  |    |
| DEF               | Guinei             |  |    |
| DEF               | Jacenir            |  |    |
| MED               | Márcio Bittencourt |  |    |
| MED               | Tupãzinho          |  | a' |
| MED               | Neto               |  |    |
| DEL               | Fabinho            |  |    |
| DEL               | Paulo Sérgio       |  |    |
| DEL               | Mauro              |  | b' |
| Cambios:          |                    |  |    |
| MED               | Edson Pezinho      |  | a' |
| MED               | Ezequiel           |  | b' |
| Entrenador:       |                    |  |    |
| Nelsinho Baptista |                    |  |    |

| Flamengo:            |                    |  |       |
|                      |                    |  |       |
| POR                  | Zé Carlos          |  |       |
| DEF                  | Ailton             |  |       |
| DEF                  | Adilson            |  |       |
| DEF                  | Rogério            |  |       |
| DEF                  | Piá Carioca        |  |       |
| MED                  | Uidemar            |  |       |
| MED                  | Júnior             |  |       |
| MED                  | Marcelinho Carioca |  |       |
| DEL                  | Alcindo            |  | Salió |
| DEL                  | Nélio              |  |       |
| DEL                  | Zinho              |  |       |
| Cambios:             |                    |  |       |
| MED                  | Djalminha          |  | Entró |
| Entrenador:          |                    |  |       |
| Vanderlei Luxemburgo |                    |  |       |

|                                 |
| Bandera del estado de São Paulo |
| Campeón Corinthians 1.er título |